# Lema do ping-pong
Em matemática, o lema do ping-pong (também conhecido como o lema da mesa de tênis ou lema de Macbeath)  é um dos muitos métodos que permitem, através de uma ação de um grupo em um conjunto, concluir a existência de um produto livre de grupos (em alguns casos um grupo livre) como subgrupo do grupo dado.

## História
O argumento por trás do lema do ping-pong remete ao século XIX e é geralmente atribuido a Felix Klein quem o usou para o estudo de subgrupos de grupos Kleinianos , ou seja, subgrupos discretos do grupo de isometrias do espaço hiperbólico de dimensão 3 ou, de forma equivalente, transformações de Möbius da esfera de Riemann. O lema do ping-pong foi a ideia chave usada por Jacques Tits em seu artigo de 1972 contendo a demonstração do famoso resultado conhecido como alternativa de Tits. O resultado afirma que um grupo linear finitamente gerado é virtualmente solúvel ou contém um subgrupo livre de rank dois. O lema do ping-pong e suas variações são constantemente utilizados em topologia geométrica e teoria geométrica de grupos.
Versões modernas do lema do ping-pong podem ser vistas em vários livros como Lyndon&Schupp, de la Harpe, Bridson&Haefliger e outros.

## Descrição formal

### Lema do ping-pong para vários subgrupos
Essa versão do lema do ping-pong enuncia que vários subgrupos de um grupo agindo em um conjunto geram um produto livre. O enunciado seguinte aparece em, e a demonstração em.
Sejam G um grupo agindo em um conjunto X e H1, H2,...., Hk subgrupos não triviais de G em que k≥2, tais que pelo menos um desse subgrupos tenha ordem maior que 2.
Suponhamos que existam X1, X2,....,Xk subconjuntos disjuntos de X em que o seguinte vale:
- Para todo i≠s e para todo h∈Hi, h≠1  temos h(Xs)⊆Xi.

Então
{\displaystyle \langle H_{1},\dots ,H_{k}\rangle =H_{1}\ast \dots \ast H_{k}.}